# Angelo Capranica
Angelo Capranica (anche Crapanica) (Capranica Prenestina, 1415 circa – Roma, 3 luglio 1478) è stato un cardinale, arcivescovo cattolico e politico italiano.

## Biografia

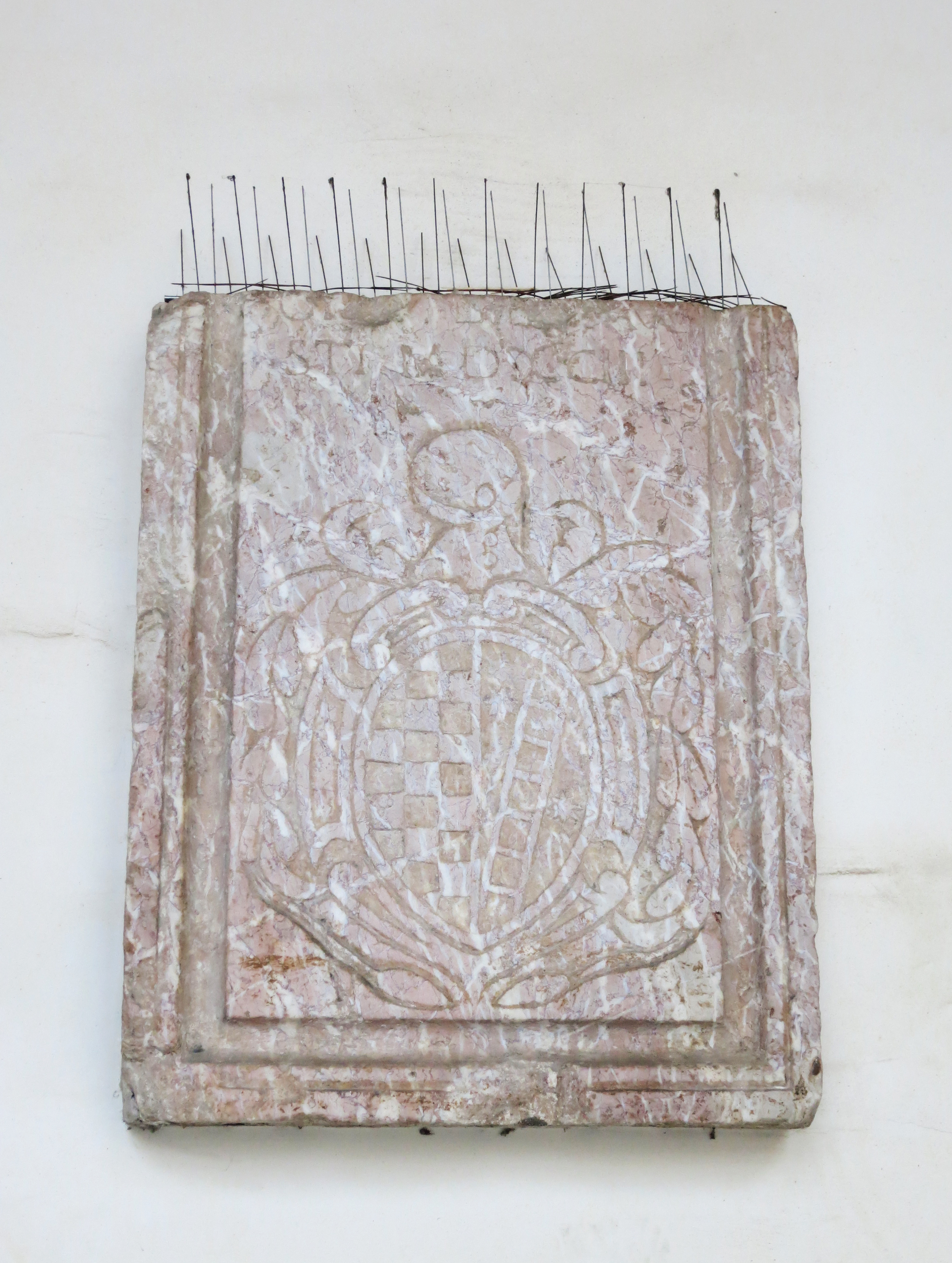
Stemma di Angelo Capranica sulla facciata della Cattedrale di Rieti

Il cognome originario della famiglia era Pantagati; ma Angelo, come peraltro aveva fatto il più anziano fratello Domenico, anch'egli cardinale, cambiò il cognome con quello del paese natale. Dopo aver completato gli studi, fu creato da papa Eugenio IV arcivescovo di Siponto il 17 marzo 1438, da Niccolò V vescovo di Ascoli Piceno il 5 maggio 1447 e vescovo di Rieti il 25 settembre 1450. Contemporaneamente svolgeva attività di governo nello Stato della Chiesa dapprima come governatore di Foligno e poi come legato pontificio di Bologna, per cui nel concistoro di Siena del 5 marzo 1460, Pio II lo nominò cardinale prete di Santa Croce in Gerusalemme, in successione al fratello Domenico morto nel 1458, e legato della Romagna.
Il fratello Domenico, morto nel 1458, lo aveva nominato esecutore testamentario; le volontà di Domenico, che aveva fatto costruire un palazzo (Palazzo Capranica) nei pressi della chiesa di Santa Maria in Aquiro con l'intenzione di destinarlo a sede di un collegio (il futuro Almo collegio Capranica), vennero tuttavia in parte disattese da Angelo, il quale destinò al collegio solo parte del palazzo, riservandone il resto alla famiglia, che successivamente lo trasformò in parte in teatro (Teatro Capranica).
Nel 1473 papa Sisto IV lo nominò arcivescovo di Fermo, rimasta libera per la morte del nipote Niccolò Capranica; Angelo si dimise nel 1474 per ritornare a Rieti. Morì a Roma nel 1478, quando era vescovo di Palestrina; fu sepolto in Santa Maria sopra Minerva, chiesa dell'ordine domenicano, nella cappella del Rosario di Santa Caterina da Siena, accanto al fratello Domenico.

## Successione apostolica
La successione apostolica è:
- Vescovo Thomas Scrope, O.Carm. (1450)

## Note

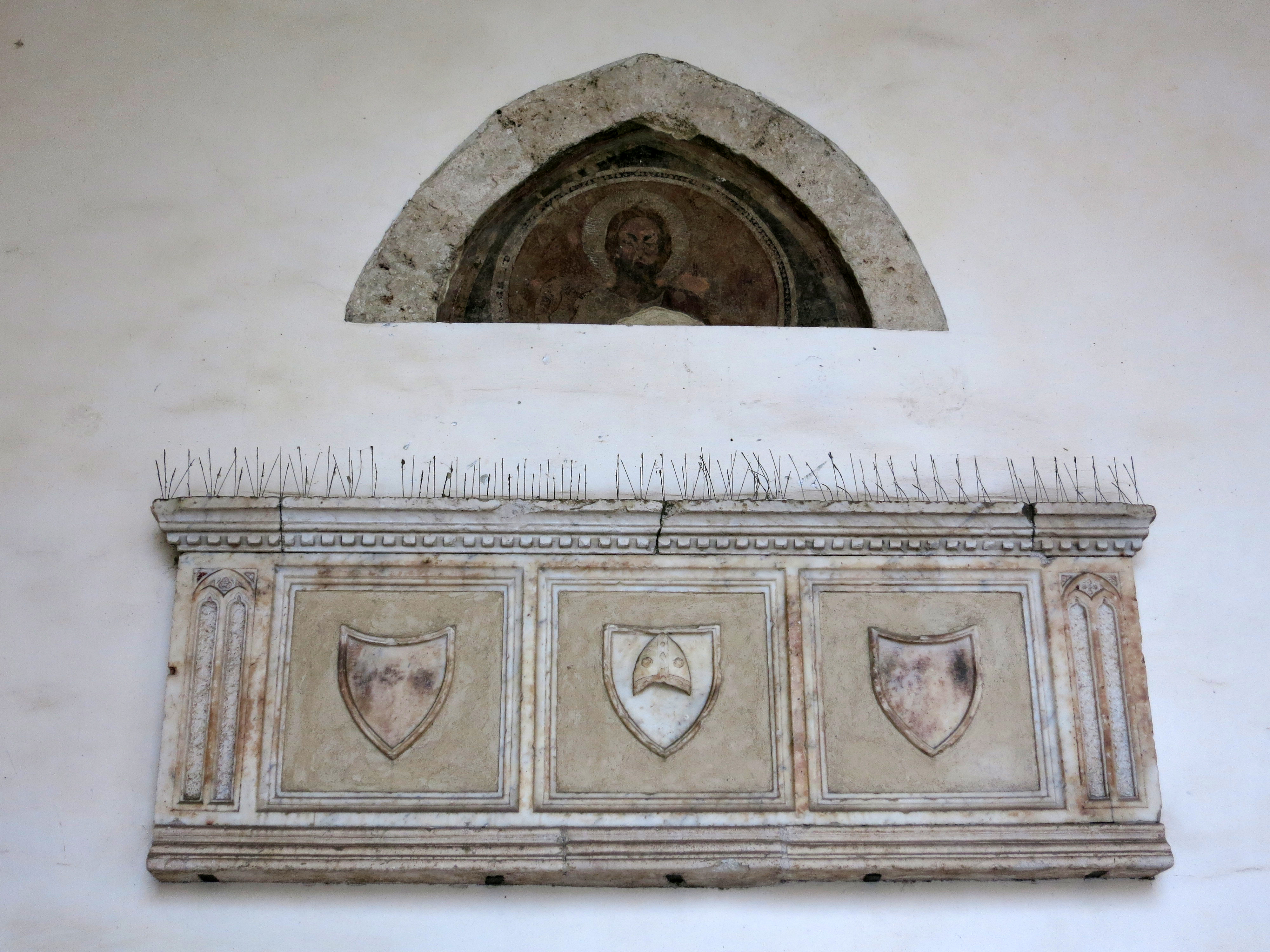
Monumento funebre di Angelo Capranica, sulla facciata della Cattedrale di Rieti